# عين عذاري
عين عذاري عين بحرينية امتازت من القدم عن سائر عيون البحرين بكونها تمتلك خاصية فريدة من نوعها وهذه الخاصية تتجسدت في كونها تسقي بماءها العذب المناطق البعيدة بينما تـتـضور المناطق القريبة عطشاً وجفافاً
حتى ضرب المثل الشهير والذي ما زال يردد على ألسن الناس وهو: «عذاري تسقي البعيد وتترك القريب» إذ يُقال أنه يوجد بالقرب منها مجموعة من النخيل لا يصل إليها ماء هذه العين في حين أنها تسقي نخيل وبساتين تبتعد عنها أكثر من 2 كيلو متر.

## عين عذاري عبر التاريخ
عين تكلم عنها الرحالة عبر التاريخ وذكرها المؤرخون على إنها أشهر العيون في البحرين من حيث قوة اندفاع الماء من ينبوعها القوي حيث كانت المياه تصل إلى القرى البعيدة عن قرية عذاري موطن العين ذاتها.
لهذا كانت عين عذاري بالفعل كانت أسطورة ذكرها العديد من الرحالة من قبل 800 سنة وذكرت في عدة نقوشات عثر عليها كلها تروي لنا حكاية العين الأسطورة ذات الصيت الواسع.
لهذا أُنشدت بعض الأشعار والمواوييل الشعبية القديمة بحق عين عذاري الرائعة بالفعل:

عين عذاري

## الأساطير حول عين عذاري[2]
عين عذاري من العيون المشهورة ليس في البحرين فحسب بل في كل دول الخليج والوطن العربي؛ وقد دارت حولها العديد من الأساطير التي تحكي عن قصص وروايات منها:
- القصة الأولى[3]: فتاة جميلة خرجت لتعبر تلك المنطقة التي تقع في وسط جزيرة البحرين، وبينما هي في طريقها خرج لها فارس ملثم أراد الاعتداء عليها فطلبت منه أن يتركها في حالها، ولكن الفارس أصر على الاعتداء عليها فرفعت كفها إلى السماء تستنجد برب العالمين، ومن خوفها ضربت برجلها الأرض بقوة فأحدثت فتحة في الأرض سقطت فيها وخرج من خلال هذه الفتحة ماء عذب، فعرف الناس هذه القصة من هذا الفارس الذي اختل عقله مما رآه فقام يروي القصة في كل مكان.
- القصة الثانية:  أما الأسطورة الثانية فهي تختلف قليلا عما سبقها، تقول إن هناك فتاة رائعة هي أجمل عذارى البحرين، وذات صباح خرجت تستروح النسيم الندي، فإذا بالأرض تنشق أمامها عن فارس جميل الطلعة، اقترب منها وهو يتودد إليها، وراح يلقي على مسامعها أرق عبارات الغرام، وحين صدته أعلن لها أنه إنما جاء ليتخذها لنفسه زوجة، وسخرت الفتاة منه وهي تقول: (كيف تتزوجني وأنا مخطوبة لفتى أحبه وأهواه ولن أقبل عنه بديلا؟) ، ولكن الفارس الذي لم يصدقها طلب منها أن تضرب الأرض بقدميها فإذا تفجرت المياه تحت أقدامها تأكد من صدقها ورحل عنها، أما إذا لم تنفجر فهي إذن كاذبة وسيتخذها لنفسه بالقوة، ودقت العذراء الأرض بقدمها، فإذا بالأرض تنفجر ويندفع منها الماء في غزارة ليغطي المكان، وليستمر تفجره فلا يتوفف أبدا، ومنذ ذلك الحين سميت العين: عين عذاري.

## الافتتاح
افتتحت بعد التعديل في 20 أبريل 2008م.

## وصلات
- موقع عذاري
- المزيد من المعلومات عن عين عذاري
- عذاري دوت كوم